# Я полюбил
«Я полюбил» (хинди मैने प्यार किया: Maine Pyar Kiya или Maine Pyaar Kiya) — индийский фильм, вышедший в прокат в 1989 году. Режиссёрский дебют Сураджа Барджатьи, ставший самым успешным фильмом 1980-х годов в Индии. Фильм классифицирован сайтом boxofficeindia.com как «Блокбастер на все времена».

## Сюжет
Вдовец Каран живёт со своей дочерью Суман в деревне. Решив заработать денег на свадьбу дочери, он решает поехать в Дубай и просит своего друга юности Кишена, чтобы тот позаботился о ней во время его отсутствия. Кишен тоже родом из этой деревни и когда-то благодаря поддержке Карана смог уехать в город и разбогатеть. Он живёт на своей роскошной городской вилле и умело ведёт бизнес. Своего сына Према он намеревается женить на дочери своего партнёра по бизнесу.
С появлением в доме Суман его планы оказываются под угрозой. Прем становится сначала другом девушки, а затем влюбляется в неё и мечтает жениться на ней. Узнав об этом, Кишен приходит в ярость и, дождавшись возвращения Карана, выгоняет его вместе с Суман из дома, обвинив её в злоупотреблении его гостеприимством. Прем едет вслед за ними, но Каран и мысли не допускает о том, чтобы породниться с Кишеном. Он запрещает Прему приближаться к их дому. Тогда Прем решает окончательно порвать с отцом и доказать Карану, что он в состоянии содержать семью без помощи родителей. Для этого он отправляется работать на каменоломню.

## В ролях
| Актёр            | Роль                             |
| ---------------- | -------------------------------- |
| Салман Хан       | Прем                             |
| Бхагьяшри        | Суман                            |
| Алок Натх        | Каран, отец Суман                |
| Раджив Верма     | Кишен Кумар Чоудхари, отец Према |
| Рима Лагу        | Каушалья Чоудхари, мать Према    |
| Мохниш Бехл      | Дживан                           |
| Лакшмикант Берде | Манохар, друг Према              |
| Хариш Патель     | дядя                             |

## Съёмочная группа
- Режиссёр и сценарист: Сурадж Барджатия
- Продюсеры: Тарачанд Барджатия, Ажит Кумар Барджатия, Камал Кумар Барджатия, Раджкумар Барджатия
- Оператор: Аравинд Лаад
- Композитор: Рам Лакшман
- Художник: Биджон Дас Гупта
- Монтажёр: Мухтар Ахмед
- Стихи песен: Дев Кохли, Асад Бхопали
- Песни за кадром исполняют: Лата Мангешкар, С. П. Баласубраманьям, Шарда Синха, Уша Мангешкар, Шайлендр Сингх
- Хореография: Джай Бораде

## Саундтрек
Песня «Aate Jaate» является кавер-версией песни «I Just Called to Say I Love You» Стиви Уандера, а песня «Aaja MausamDosti Ka» кавер-версией «Tarzan Boy» итальянской группы Baltimora. Проигрыш песни «Mere Rang Mein Rangne Wali» использует мотив песни «The Final Countdown» группы Europe. Все композиции кроме «Kaye Toh Se Sajna» стали популярными. Исполнивший их, южно-индийский певец С. П. Баласубраманьям пел за Салмана Хана, начиная с этого фильма и вплоть до «Кто я для тебя?» 1994 года.
Вся музыка написана Рамом и Лакшманом.
| №   | Название                     | Текст песни  | Исполнители                                                           | Длительность |
| --- | ---------------------------- | ------------ | --------------------------------------------------------------------- | ------------ |
| 1.  | «Aate Jaate»                 | Дев Кохли    | Лата Мангешкар, С. П. Баласубраманьям                                 | 3:29         |
| 2.  | «Kabootar Ja Ja Ja»          | Дев Кохли    | Лата Мангешкар, С. П. Баласубраманьям                                 | 8:24         |
| 3.  | «Aaja Shaam Hone Aayi»       | Дев Кохли    | Лата Мангешкар, С. П. Баласубраманьям                                 | 5:14         |
| 4.  | «Antakshr»                   |              | Лата Мангешкар, С. П. Баласубраманьям                                 | 9:08         |
| 5.  | «Dil Deewana» (Female)       | Асад Бхопали | Лата Мангешкар                                                        | 5:55         |
| 6.  | «Mere Rang Mein Rangne Wali» | Дев Кохли    | С. П. Баласубраманьям                                                 | 6:46         |
| 7.  | «Dil Deewana» (Male)         | Асад Бхопали | С. П. Баласубраманьям                                                 | 5:22         |
| 8.  | «Maine Pyar Kiya»            | Дев Кохли    | Лата Мангешкар, С. П. Баласубраманьям                                 | 6:55         |
| 9.  | «Kahe Toh Se Sajna»          | Дев Кохли    | Шарда Синха                                                           | 5:28         |
| 10. | «Dil Deewana»                | Асад Бхопали | Лата Мангешкар, С. П. Баласубраманьям                                 | 1:03         |
| 11. | «Aaya Mausam Dosti Ka»       | Асад Бхопали | Лата Мангешкар, С. П. Баласубраманьям, Уша Мангешкар, Шайлендрa Сингх | 6:47         |

## Награды
Filmfare Awards
- Лучший фильм
- Лучший дебют — Салман Хан[3]
- Новое лицо — Бхагьяшри[3]
- Лучший закадровый вокал — С. П. Баласубраманьям («Dil Deewana»)
- Лучшие слова к песне — Асад Бхопали («Dil Deewana»)
- Лучшая музыка к песне — Рам Лаксман